# Malapropism
Malapropism är en språkvetenskaplig term. Det syftar på ett tillfälle där ett ord eller fras byts ut mot ett liknande ord med en helt annan betydelse. Fenomenet har fått sitt namn av en rollfigur i den brittiska teaterpjäsen Rivalerna från 1775.

## Användning
Inom skönlitteratur och film används malapropismer ofta med en komisk effekt då det framstår som att användaren försöker göra sig märkvärdig och använda ord som är svårare än hon eller han behärskar. Ett exempel på detta är William Shakespeares pjäs Mycket väsen för ingenting där flera av rollpersonerna sprutar ur sig malapropismer.
- Exempel: Nu använder han ord som han inte är korpulent till.

## Ursprung
Termen har fått sitt namn från Mrs. Malaprop, en person i Richard Brinsley Sheridans komedi Rivalerna från 1775. Hon fick bland annat säga "as headstrong as an allegory on the banks of the Nile" ("allegory" i stället för "alligator"). En annan gång talade hon om geometrin hos "contagious countries" ('smittsamma länder'; skulle varit "contiguous countries", 'sammanhängande länder').
Rollfigurens namn kommer från franskans fras mal à propos, med betydelsen 'olämplig'.